# Onogošt (župa)
Onogošt, srednjovjekovna humska župa. Prvi se put spominje u Ljetopisu Popa Dukljanina iz 12. stoljeća. Prema Ljetopisu Onogošt je sastavni Podgorja u koji su ušle i župe Neretva, Morača, Komarnica, Piva, Gacko, Nevesinje, Viševa, Kom i Rama. Podgorje skupa s Humskom zemljom, Trebinjem i Zetom sačinjava tzv. tetrarhiju od četiri oblasti od kojih svaka ima status polusamostalne zemlje – države.